# Governatorato di Mosca
Il governatorato di Mosca (in russo Московская губерния?) era una gubernija dell'Impero russo. Il capoluogo era Mosca.

## Suddivisione amministrativa
Il governatorato di Mosca dal 1802 al 1918 era suddiviso in 13 distretti (uezd):
| №  | Uezd                            | Capoluogo               | Stemma del capoluogo | Superficie, verste² | Popolazione (1897) |
| -- | ------------------------------- | ----------------------- | -------------------- | ------------------- | ------------------ |
| 1  | Bogorodskij (Богородский)       | Bogorodsk (11 102 ab.)  |                      | 3 068,5             | 222 341            |
| 2  | Bronnickij (Бронницкий)         | Bronnicy (3 897 ab.)    |                      | 2 051,0             | 130 304            |
| 3  | Dmitrovskij (Дмитровский)       | Dmitrov (4 480 ab.)     |                      | 2 974,6             | 119 686            |
| 4  | Klinskij (Клинский)             | Klin (4 655 ab.)        |                      | 3 095,9             | 115 162            |
| 5  | Kolomenskij (Коломенский)       | Kolomna (20 277 ab.)    |                      | 1 861,4             | 111 927            |
| 6  | Možajckij (Можайский)           | Možajsk (3 194 ab.)     |                      | 1 621,5             | 53 967             |
| 7  | Moskovskij (Московский)         | Mosca (1 038 591 ab.)   |                      | 2 393,0             | 1 203 926          |
| 8  | Podol'skij (Подольский)         | Podol'sk (3 798 ab.)    |                      | 2 160,4             | 86 311             |
| 9  | Ruzskij (Рузский)               | Ruza (2 349 ab.)        |                      | 1 984,1             | 55 522             |
| 10 | Serpuchovskij (Серпуховский)    | Serpuchov (30 571 ab.)  |                      | 2 252,4             | 112 002            |
| 11 | Verejskij (Верейский)           | Vereja (3 707 ab.)      |                      | 1 623,3             | 54 074             |
| 12 | Volokolamskij (Волоколамский)   | Volokolamsk (3 091 ab.) |                      | 2 138,0             | 80 984             |
| 13 | Zvenigorodskij (Звенигородский) | Zvenigorod (2 381 ab.)  |                      | 2 012,3             | 84 375             |